# 新甸镇 (宾县)
新甸镇是中国黑龙江省哈尔滨市宾县下辖的一个镇，位于县境东北。